# 和田彰
和田彰（わだ あきら、1970年 - ）は、日本の実業家、コンサルタント、GPTWジャパン代表。広島県広島市安佐南区出身。

## 学歴
- 1986年 修道中学校卒
- 1989年 修道高等学校卒
- 1993年 一橋大学社会学部卒

## 職歴
- 1993年 マツダ株式会社入社
  - 人事部企画・人事Grに配属。採用、人事考課・昇進管理、人事制度企画、従業員満足度向上施策立案等を担当
- 1998年 京セラ株式会社に転職
  - 新規に設立された販売子会社人事担当として、人事制度企画、採用、人事管理を担当
- 1999年 アンダーセンコンサルティング（現：アクセンチュア）に転職
  - チェンジマネジメントグループ（当時）に配属され、コンサルタントとして、大手メーカー、大手生保の業務プロセス改革を担当
- 2000年 人事測定研究所（現：リクルートマネジメントソリューションズ、RMS）にコンサルタントとして転職
- 2004年 韓国で人材紹介を営むアインスパートナーと業務提携。人事コンサルティングを指導
- 2006年 アインスパートナーにRMSから第三者割当増資を実施し、資本提携を締結すると同時に、取締役およびコンサルタントとしてソウルに赴任
- 2009年 GPTWジャパン代表に就任

## 著作
- 「日本でいちばん働きがいのある会社」
- 「人事戦略30テーマ実務マニュアル」（共著）